# 懷汀石油
懷汀石油公司（英語：Whiting Petroleum Corporation）或譯惠廷石油，是美國一家石油和天然氣公司，總部位於科羅拉多州首府丹佛。
截至2020年12月31日，該公司擁有260.2 × 106桶油當量（1.592×109焦耳）的預估探明儲量，其中63％為石油（包括頁岩油）、18％為液化天然氣、19％為天然氣；儲量中，有93％於北達科他州的巴肯頁岩和三岔頁岩的頁岩油田開採、5％位於丹佛盆地、2％於其他地區。
2020年4月1日，因2020年石油價格戰導致國際油價暴跌，懷汀石油與其部分子公司宣布向法院聲請破產保護，並於同年9月完成財務重組。

## 歷史
懷汀石油公司於1980年由肯尼斯·R·懷汀（Kenneth R. Whiting）和伯特·拉德（Bert Ladd）建立。1992年， 懷汀石油被美國中西部一家公用事業聯合能源以2,750萬美元的價格收購，成為其全資子公司。
2003年11月，懷汀石油獨立上市，並透過首次公開募股募資超過4億美元。2005年，該公司以4.59億美元的價格收購North Ward Estes油田的資產。2013年7月，該公司以8.46億美元的價格將其位於奧克拉荷馬州狹地的資產出售給美國能源公司BreitBurn Energy Partners（BBEP）。2013年8月，該公司以2.6億美元的價格併購一家私人公司位於威利斯頓盆地的油氣井資產。
2014年，該公司以60億美元收購其競爭對手科迪亞克石油天然氣公司（Kodiak Oil & Gas），成為該地區最大的石油生產公司。科迪亞克石油天然氣的探明儲量為1.67億桶油當量（1.02 × 109千兆焦耳），而懷汀石油實際上支付每桶23.77美元。2017年1月，該公司以3.75億美元的價格出售其位於北達科他州的中游產業（油氣儲運產業）。2017年8月，該公司以5億美元的價格將其位在北達科他州伯特霍爾德堡印第安保留區附近的資產出售給石油公司RimRock Oil & Gas Williston。
2020年4月1日，因俄羅斯與沙烏地阿拉伯發生石油價格戰而引發國際油價暴跌，懷汀石油與其部分子公司宣布依據《美國法典第11章破產法》向德克薩斯州南區破產法院聲請破產保護，同時停止其在紐約證券交易所的股票交易。同年9月1日，懷汀石油宣布完成財務重組並退出破產保護，新發行的股票重新在紐約證交所交易，而SRC能源公司（SRC Energy Inc.）的前任CEO林恩·彼得森（Lynn Peterson）和前任CFO詹姆斯·亨德森（James Henderson）分別出任懷汀石油的新任首席執行官和首席財務官。

## 環境問題
2022年，懷汀石油於北達科他州斯坦利附近的濕地發生石油外洩事故。此外，美國環保署2021年的分析指出，懷汀石油的溫室氣體排放係數是該國其他石油和天然氣公司的兩倍多。

## 外部連結
- 懷汀石油公司 （页面存档备份，存于）（英文）
- - 懷汀石油的商業數據：Google Finance
  - Yahoo! Finance
  - Reuters
  - SEC filings
  - Bloomberg